# Запорожець Лариса Михайлівна
Лариса Михайлівна Запорожець (нар. 1 січня 1944, Харків, УРСР, СРСР) — український філолог, кандидат філологічних наук, доцент Київського національного університету імені Тараса Шевченка.

## Життєпис
Лариса Запорожець народилася 1 січня 1944 року в місті Харкові.
Закінчила Київський державний університет імені Тараса Шевченка в 1966 році, отримавши кваліфікацію «Філолог, спеціаліст з машинної обробки інформації та машинного перекладу», «Викладач української мови та літератури».
У 1976 році Лариса Запорожець захистила кандидатську дисертацію.
З 1969 по 1980 рік викладала в Київському національному університеті імені Тараса Шевченка. 
У 1980 — 2005 роках Лариса Запорожець — доцент Національного педагогічного університету імені М. Драгоманова. 
Працювала на посаді доцента кафедри загального мовознавства та класичної філології Інституту філології КНУ імені Тараса Шевченка у 1996 — 2006 роках. Викладала курси: «Вступ до мовознавства», «Загальне мовознавство та історія українського мовознавства», «Історія мовознавства», «Теорія мовознавства».

## Доробок
Лариса Запорожець автор 60 наукових праць та навчально-методичних розробок
Основні публікації
- Орфоепія сучасної української мови. Курс лекцій із сучасної української мови. Частина І. Навчальний посібник для викладачів-україністів. К.: НПУ ім. М.П. Драгоманова, 2003. С. 70-81.
- Слово як мовна одиниця. Лексичне значення слова. Типи лексичних значень. Сучасна українська мова: курс лекцій: Навчальний посібник для викладачів-україністів. К.: НПУ ім. М.П. Драгоманова, 2004. – С. 5-14.
- Склад лексики української літературної мови за стилістичним вживанням. Сучасна українська мова: курс лекцій: Навчальний посібник для викладачів-україністів. К.: НПУ ім. М.П. Драгоманова, 2004. – С. 40-46.
- Мова і мовлення. Вступ до мовознавства. Частина І: Навчальний посібник. За ред. І.О. Голубовської. К.: ВПЦ «Київський університет», 2007. С.19-28.
- Вплив використання пареміологічних одиниць на деякі характеристики комунікативного вербального простору. Studia Linguistica : збірник наукових праць. Випуск ІІІ. К.: ВПЦ «Київський університет», 2009. С. 91-96.
- Особливості лексичної відповідності при кодовому перемиканні у близькоспоріднених мовах. Studia Linguistica: збірник наукових праць. Випуск IV. К.: ВПЦ «Київський університет», 2010. С. 66-71.
- Фразеологічна (проміжна) система мови. Вступ до мовознавства. Частина ІІ: Навчальний посібник. І.О. Голубовська, В.Ф. Чемес, А.М. Безпаленко та ін.; відп. Ред. І.О. Голубовська. К.: ВПЦ «Київський університет», 2010. – С.176-202.
- Синтаксична система мови // Вступ до мовознавства. Частина ІІ : Навчальний посібник. І.О. Голубовська, В.Ф. Чемес, А.М. Безпаленко та ін.; відп. Ред.. І.О. Голубовська. К.: ВПЦ «Київський університет», 2010. С.202-222.
- Про статус і прагматизм суржику. Studia Linguistica: збірник наукових праць. Випуск V. К.: ВПЦ «Київський університет», 2011. С. 147-154.
- Типологічні і класифікаційні аспекти наукової концепції взаємодії мов С. В. Семчинського. Studia linguistica. 2012. Вип. 6(1). С. 368-373.